# NGC 2475
NGC 2475 è una galassia ellittica situata nella costellazione della Lince, a una distanza di circa 274 milioni di anni luce dalla nostra Via Lattea.

## Scoperta
La galassia è stata scoperta il 9 gennaio 1856 dall'astronomo irlandese R. J. Mitchell.

## Descrizione
NGC 2474 e NGC 2475 formano una coppia di galassie gravitazionalmente interagenti tra loro.